# Camelot Software Planning
Camelot Software Planning és una empresa desenvolupadora de videojocs japonesa establerta el 1990 i coneguda per la col·laboració que ha mantingut amb Nintendo en molts dels títols de les sagues com Mario Tennis i Mario Golf, darrere la famosa GBA la saga RPG anomenada Golden Sun. Tot i tenir la fidel col·laboració amb Nintendo, Camelot va ser acreditat en la creació de videojocs amb molt d'èxit com Shining Force III per la Sega Saturn i Hot Shots Golf per PlayStation.

## Història
Camelot va ser en un principi una divisió de SEGA coneguda com a Sonic! Software Planning que va ser formada per crear el videojoc Shining in the Darkness per la Sega Mega Drive/Genesis, al costat de Climax Entertainment. També ha desenvolupat altres videojocs de la saga amb molt d'èxit com Shining Force: The Legacy of Great Intention i Shining Force II: Ancient Sealing.
El 1995, Camelot va ser oficialment separat de Sega.
A finals del 1998, Sega va començar en la Dreamcast, deixant que Camelot fes l'última entrega, el Shining Force 3 per la Sega Saturn. Des del Shining Force III, Camelot va tenir una bona col·laboració amb Nintendo.

## Títols creats (en ordre de la data del llançament al Japó)
- Shining in the Darkness — 1991 (Mega Drive/Genesis)
- Shining Force: The Legacy of Great Intention — 1992 (Mega Drive/Genesis)
- Shining Force Gaiden — 1992 (Sega Game Gear)
- Shining Force Gaiden II: Sword of Hayja — 1993 (Sega Game Gear)
- Shining Force II: Ancient Sealing — 1993 (Mega Drive/Genesis)
- Shining Force CD — 1994 (Sega CD)
- Shining Force Gaiden: Final Conflict — 1995 (Sega Game Gear)
- Shining Wisdom — 1995 (Sega Saturn)
- Beyond the Beyond — 1995 (PlayStation)
- Shining the Holy Ark — 1996 (Sega Saturn)
- Hot Shots Golf — 1997 (PlayStation)
- Shining Force III — 1997 (Sega Saturn)
- Shining Force III Scenario 2 — 1998 (Sega Saturn)
- Shining Force III Scenario 3 — 1998 (Sega Saturn)
- Shining Force III Premium Disc — 1998 (Sega Saturn)
- Mario Golf — 1999 (Nintendo 64, Game Boy Color)
- Mobile Golf - 1999 (Game Boy Color)
- Mario Tennis — 2000 (Nintendo 64, Game Boy Color)
- Golden Sun — 2001 (Game Boy Advance)
- Golden Sun: The Lost Age — 2002 (Game Boy Advance)
- Mario Golf: Toadstool Tour — 2003 (Nintendo GameCube)
- Mario Golf: Advance Tour — 2004 (Game Boy Advance)
- Mario Power Tennis — 2004 (Nintendo GameCube)
- Mario Tennis: Power Tour — 2005 (Game Boy Advance)
- Golden Sun: Dark Dawn - 2010 (Nintendo DS)
- Mario Tennis Open - 2012 (Nintendo 3DS)
- Mario Golf: World Tour - 2014 (Nintendo 3DS)
- Camelot RPG — TBA (Wii)

### Cancel·lats
- I Love Golf - títol de golf en línia, disponible en el servei japonès, G-Planet. (ordinador)